# Fleurette de Nérac
Fleurette de Nérac zemřela dne 25. srpna 1592 v Néracu. Byla to prostá francouzská venkovanka, dcera zahradníka z Néracu a jedna z prvních milenek budoucího Jindřicha IV., tehdejšího prince Navarrského.
Její vztah s mladým princem je znám z několika příběhů a legend. Známá fráze „flirtovat“ pochází z přesmyčky jejího jména.

## Životopis
Mladá dívka z města Nérac, dcera zámeckého zahradníka, Fleurette de Nérac se zalíbila budoucímu francouzskému králi Jindřichovi IV. a měla s ním milostný poměr v letech 1571–1572. Legenda praví, že když ji král opustil, tak se ze zoufalství utopila v řece Baïse .
Ve skutečnosti však Fleurette de Nérac žila ještě 20 let po tomto domnělém dobrodružství a zemřela až 25. srpna 1592.

## Potomci
Legenda o lásce Fleurette a Jindřicha IV. byla zpopularizována na počátku 19. století Étiennem de Jouy v jedné z jeho kronik nazvané Fleurette a publikované v Gazette de France dne 11. listopadu 1817. Dílo bylo následně znovu vydáno v prvním svazku L'Hermite en provincie (1819). V průběhu století však bylo toto dílo opakovaně doplňováno.

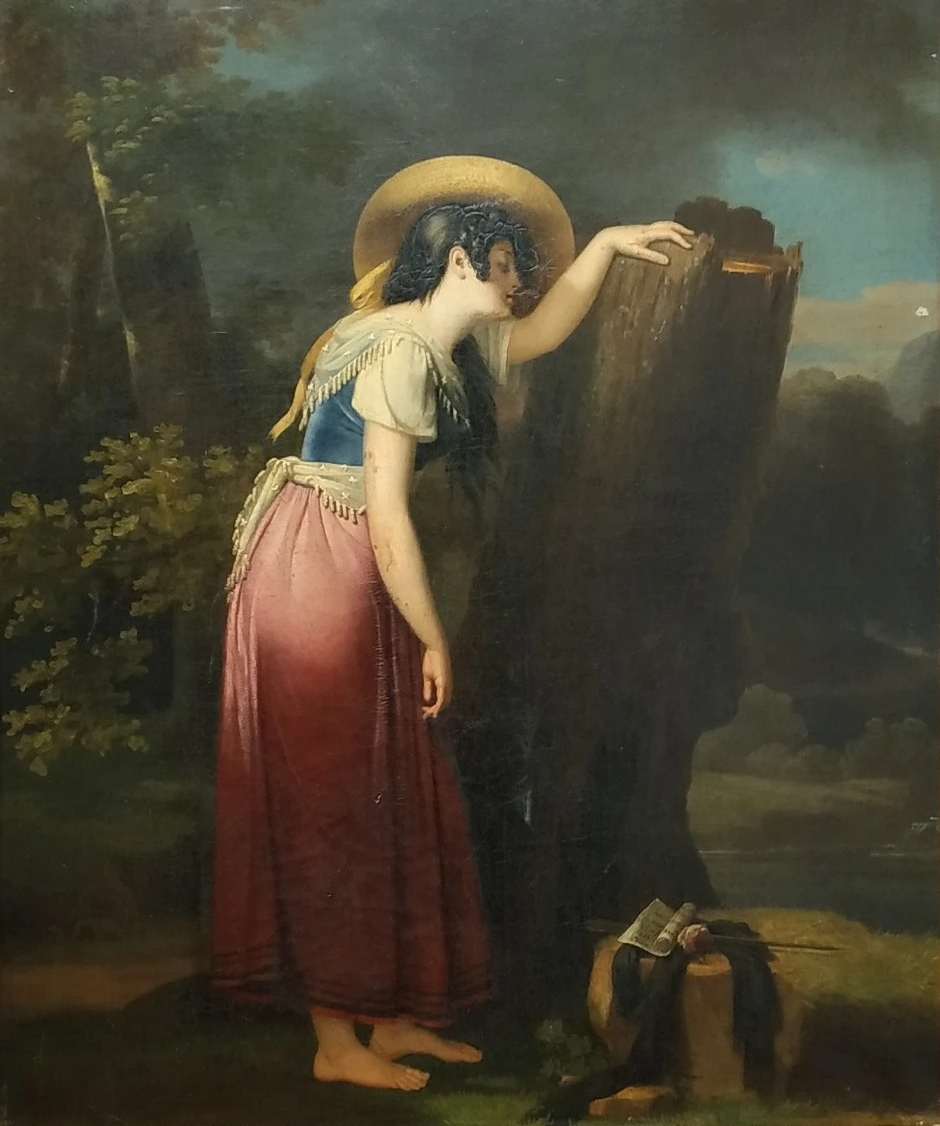
Aurore de Lafond de Fénion, Fleurette u fontány La Garenne (Salon z roku 1822), umístění neznámé.

Pierre-Auguste Vafflard představuje na Salonu v roce 1819 svůj obraz Fleurette podle výše uvedeného příběhu Étienna de Jouy, který zobrazuje 15letého prince ruku v ruce se svou mladou milenkou, jejíž džbán nosí na hlavě . Skica obrazu, kterou koupil Antoine-Jean Gros za 33,50 franků při prodeji ve Vafflardu 5. až 6. dubna 1832 , je uvedena v katalogu sbírky Antoina-Jeana Grosa v listopadu 1835.
Aurore de Lafond de Fénion s ní vytvořil dva obrazy: Fleurette u fontány v Garenne (Salon, rok 1822) a Fleurette s Jindřichem u fontány v Garenne (Salon, rok 1824), ztraceno.
Legenda byla také několikrát zpracována jako divadelní hra, nejznámější je hra, resp. vaudeville, od Émila Vanderburcha nazvaná La Chaumière béarnaise, ou la Fête du roi, která měla premiéru dne 24. srpna 1823 v divadle Théâtre des Petits acteurs de M. Comte.
Socha Fleurette de Nérac, kterou vytvořil Daniel Campagne v roce 1896, zdobí jeskyni v Parc de la Garenne v Néracu. Dílo je doplněno plaketou: „Fleurette: Sotva se viděli, zamilovali se.“ 